# Abe Isoo
Det här är en artikel om en person med japanskt personnamn; Abe är familjenamnet.
Abe Isoo, född 4 februari 1865, död 10 februari 1949, var en japansk politiker.
Abe Isoo var professor i sociologi och politisk teori vid Wasedauniversitetet i Tokyo, och grundade det Socialistiska arbetarpartiet i Japan.